# 师颃
师颃（936年—1002年），字霄远，大名府内黄县人。宋朝政治人物。
建隆二年，成為进士，擔任耀州军事推官。开宝年間擔任解州推官，太平兴国年間擔任大理寺丞、陕西河北转运判官、著作佐郎、监察御史、通判永兴军府。太平兴国六年，擔任殿中侍御史、通判邠州。宋真宗时，擔任翰林学士以及史馆修撰，之後又在审官院任職。

## 延伸阅读
[在维基数据编辑]
 《宋史/卷296》，出自脱脱《宋史》